# 鸟头湾

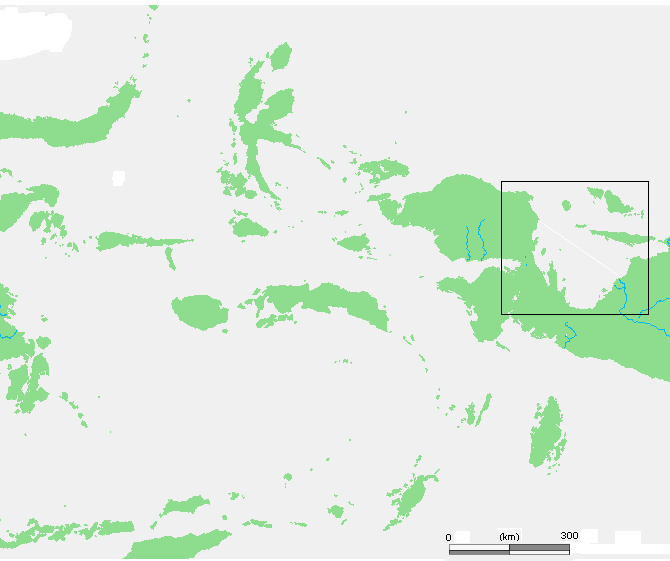
鸟头湾

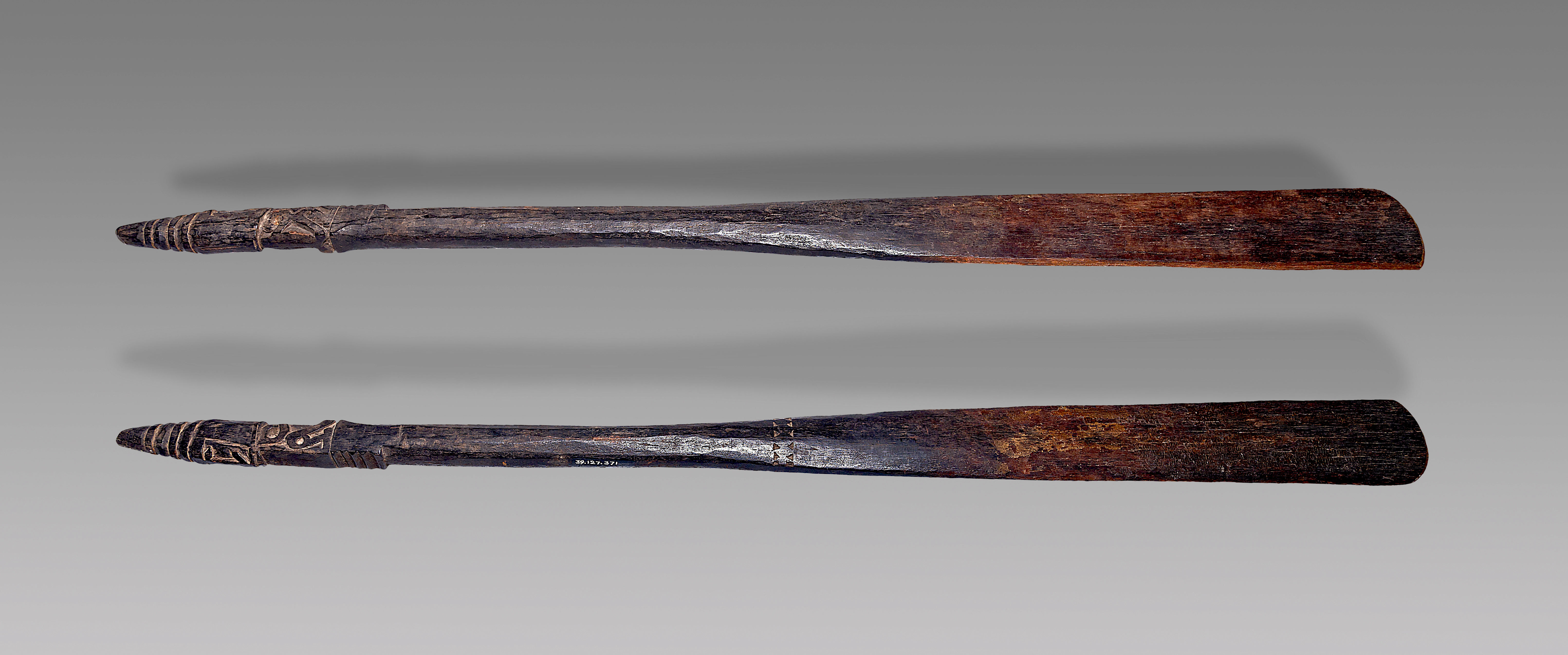
抹刀

鸟头湾（Teluk Cenderawasih）是位于印度尼西亚巴布亚省和西巴布亞省之间的海湾2°30′S 135°18′E / 2.5°S 135.3°E。2002年，海湾的西部被确立为国家公园。荷蘭人以船名「蓋爾文克」（Geelvinck）稱為蓋爾文克灣（Geelvinkbaai）。